# Internationales Staatliches Ökologisches Sacharow-Institut
Das Internationale Staatliche Ökologische Sacharow-Institut (belarussisch Міжнародны дзяржаўны экалагічны інстытут імя А.Д.Сахарава, russisch Международный государственный экологический институт имени А. Д. Сахарова, englisch International Sakharov Environmental Institute (ISEI)) ist die wichtigste staatliche Bildungseinrichtung für Umweltwissenschaftler in Belarus. Sie befindet sich in der Landeshauptstadt Minsk.
Die Bildungsstätte wurde als Reaktion auf die Katastrophe von Tschernobyl gegründet, und zwar auf Initiative eines Kongresses zum Andenken an den sowjetischen Kernphysiker, Menschenrechtler und Nobelpreisträger Andrei Sacharow sowie des Tschernobyl-Programms der UNO. 1992 wurde sie zunächst als Sacharow-College eröffnet. 1994 erfolgte die Umbenennung in Internationales Institut für Strahlenökologie entsprechend dem hauptsächlichen Lehr- und Forschungsinhalt. 1999 erhielt das Institut den Status einer Universität und wurde 2015 wieder als Institut in die Belarussische Staatsuniversität eingegliedert. 2006/2007 waren etwa 1050 Studierende eingeschrieben.
Das Sacharow-Institut hat vier Fakultäten: Umweltbeobachtung, Umweltmedizin, Weiterbildung (Strahlenschutz, Energietechnik) und Vorbereitende Ausbildung. Im Jahr 2012 wurde eine Außenstelle in Jerewan eröffnet.
In Deutschland bekannt wurde die Universität vor allem durch die Untersuchungen zum Leukämiecluster Elbmarsch.